# Conrad Lautenbach
Pour les articles homonymes, voir Lautenbach (homonymie).
Conrad Lautenbach, également connu sous son nom de plume Thrasibulus Torrentinus, né en 1534 et mort le 18 avril 1595, est un théologien, pasteur, bibliothécaire, historien et traducteur allemand du XVIe siècle.

## Biographie
Conrad Lautenbach naît en 1534 dans le village de Motzlar (de), aujourd'hui inclus dans la commune de Schleid, en Thuringe.

## Œuvres

### Traductions
- De bello judaico, de Flavius Josèphe : six tomes originels traduits en cinq tomes en allemand (le dernier tome allemand regroupant les deux derniers tomes originels)[1].

### Œuvres originales
Sous le pseudonyme de Thrasibulus Torrentinus
- (de) Conrad Lautenbach, Im Frauwenzimmer wirt vermeldt von allerley schönen Kleidungen unnd Trachten der Weiber hohes und niders Stands, wie man fast an allen Orten geschmückt unnd gezieret ist : Frauen Brigita von Wolfframßdorff, geborne Lautern ..., Francfort-sur-le-Main, Sigmund Feyerabend, 1586, 26 p. (lire en ligne)[2].

Sous le nom de Conrad Lautenbach
- (de) Conrad Lautenbach, Ein christliche Trostpredigt bey der Leich ... : Frauen Brigita von Wolfframßdorff, geborne Lautern ..., Spieß, 1584, 26 p. (lire en ligne)